# Њукасл (Вашингтон)
Њукасл (енгл. Newcastle) град је у америчкој савезној држави Вашингтон. По попису становништва из 2010. у њему је живело 10.380 становника.

## Демографија
Према попису становништва из 2010. у граду је живело 10.380 становника, што је 2.643 (34,2%) становника више него 2000. године.
| Група             | 2000.         | 2010.         |
| Белци             | 5.700 (73,7%) | 6.551 (63,1%) |
| Афроамериканци    | 125 (1,6%)    | 270 (2,6%)    |
| Азијати           | 1.412 (18,2%) | 2.561 (24,7%) |
| Хиспаноамериканци | 223 (2,9%)    | 440 (4,2%)    |
| Укупно            | 7.737         | 10.380        |